# Клемар Бучи
Клемар Бучи (на испански: Clemar Bucci) е бивш аржентински пилот от Формула 1. Роден е на 4 септември 1920 година в Зенон Перейра, Аржентина.

## Формула 1
Клемар Бучи дебютира във Формула 1 през 1954 г. в Голямата награда на Великобритания, в световния шампионат на Формула 1 записва 5 участия като не успява да спечели точки. Състезава се за отборите на Гордини и Мазерати.